# Claude Servais Mathias Pouillet

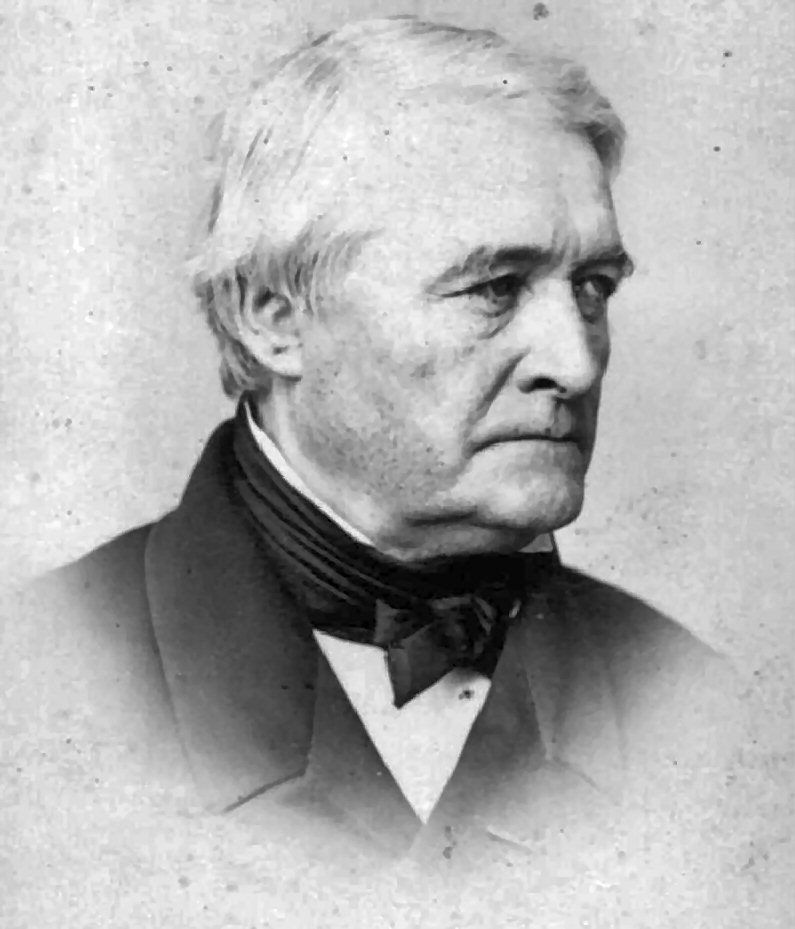
Claude Servais Mathias Pouillet

Claude Servais Mathias Pouillet (* 16. Februar 1790 in Cusance, Département Doubs; † 14. Juni 1868 in Paris) war ein französischer Physiker.
Pouillet besuchte ab 1811 die École normale supérieure in Paris, an der er bald Repetent und Maître de conférences wurde. Er erhielt dann den Lehrstuhl für Physik am Collège royal de Bourbon und wurde 1829 zum zweiten Direktor des Konservatoriums der Künste und Gewerbe ernannt. 1831 ernannte man ihn zum Leiter dieser Einrichtung.
Als Pouillet-Effekt benannt wurde die physikalische exotherme Reaktion, die eintritt, wenn Pulver durch eine Flüssigkeit benetzt wird. Zuerst 1802 von Leslie an trockenem Sand und Wasser beobachtet, beschrieb Pouillet 1822 dieses Phänomen.
Als ein Anhänger der Julimonarchie gehörte Pouillet auch zu den Vertretern der Deputierten, die die ministerielle Politik unterstützten. Nach der Februarrevolution von 1848 zog er sich aus dem politischen Leben zurück und legte nach dem Staatsstreich vom 2. Dezember 1851 auch seine übrigen Ämter nieder.
Seit 1837 war Pouillet Mitglied der Akademie der Wissenschaften in Paris. Er bearbeitete vor allem optische, thermodynamische und elektrische Fragestellungen. Berühmt ist sein Lehrbuch Éléments de physique expérimentale et de météorologie (2 Bde., Paris 1827 bis 1830), das in der deutschen Ausgabe von Johann Heinrich Jacob Müller (ab 1842/43) als Müller-Pouillet zahlreiche Auflagen erlebte und in der 11. Auflage ab 1925 bei Vieweg erschien. Von ihm stammt auch das Lehrbuch Notions générales de physique et de météorologie (Paris 1850).
Pouillet misst 1838 mit dem von ihm erfundenen „Pyrheliometer“ die von der Sonne abgestrahlte Wärmemenge. Sein Instrument wandelt die Strahlungsenergie in Wärmeenergie um. Diese lässt sich thermometrisch messen und daraus kann indirekt die Solarkonstante ermittelt werden. Pouillet ermittelte 1337 „Wärmeeinheiten pro Sekunde“, was dem korrekten Wert der Solarkonstanten von 1,36 Kilowatt/m² gut entspricht. Da die korrekten Strahlungsgesetze zu dieser Zeit noch nicht bekannt waren, weicht der von Pouillet berechnete Wert für die Oberflächentemperatur der Sonne (1700 °C) stark vom tatsächlichen Wert (6058 °C) ab.